# چارلی پری
چارلی پری (به انگلیسی: Charlie Perry) بازیکن فوتبال زادهٔ ۳ ژانویه ۱۸۶۶ اهل کشور انگلستان که سابقهٔ بازی در تیم ملی فوتبال انگلستان را در کارنامهٔ خود دارد. وی در تاریخ ۱۵ مارس ۱۸۹۰ نخستین بازی ملی خود را در مقابل تیم ملی فوتبال ایرلند انجام داد و با حضور در ۳ بازی ملی، در تاریخ ۱۳ مارس ۱۸۹۳ واپسین بازی ملی‌اش را در برابر تیم ملی فوتبال ولز برگزار کرد. چارلی پری در تاریخ ۲ ژوئیه ۱۹۲۷ درگذشت.